# Валенсија (Венецуела)
Валенсија (шп. Valencia, првобитно име Nueva Valencia del Rey) је град у Венецуели и главни град савезне државе Карабобо. Са 1.421.000 становника (податак из 2004) Валенсија је трећи највећи град у земљи.
Град је удаљен око 175 km западно од Каракаса. Налази се у долини окруженој планинама Обалски Кордиљери (Cordillera de la Costa). На источном крају града налази се језеро Валенсија, друго највеће језеро у земљи. Представља најзначајнији економски центар Венецуеле.
Валенсија је основана 25. марта 1555.

## Становништво
| 1981.   | 1990.   | 2011.   |
| ------- | ------- | ------- |
| 616.224 | 903.621 | 829.856 |

## Партнерски градови
- Напуљ
- Валенсија
- Пловдив